# 天才てれびくんシリーズの生放送
天才てれびくんシリーズの生放送（てんさいてれびくんシリーズのなまほうそう）は、『天才てれびくんシリーズ』の生放送について解説する。
| 1994年度 | 1995年度 | 1996年度 | 1997年度 | 1998年度 |
| 1999年度 | 2000年度 | 2001年度 | 2002年度 | 2003年度 |
| MAX      | 大!      | Let's    | YOU      | hello,   |

## 木曜LIVE
| 生放送 | hello, - ジオ |

木曜LIVE（もくようライブ）は、2023年4月6日からNHK Eテレのテレビ番組『天才てれびくん』で木曜日に編成されている生放送。

### 概要
司会はティモンディ。舞台はジオスタジアム。「エナジー道場」で貯めたエナジーを有効活用できる。
2023年4月6日の第1回のみ「木曜!ライブ」、2023年4月13日の第2回から「木曜LIVE」表記となる。2023年5月18日（第6回）以降は「木曜LIVE」のコーナーロゴが画面左上に表示される。
2023年度
- 期間：2023年4月6日 - 2024年3月7日
- 時間：木曜 17:35 - 18:00（25分）
- 回数：29回
- 企画
  - ジオバトル
  - キョボの日

2024年度
- 期間：2024年4月4日 - 2025年3月6日
- 時間：木曜 17:30 - 17:59（29分）
- 回数：30回
- 企画
  - グルグルバトル
  - ギヤーとジオバトル
  - 茶-1グランプリ
  - 運で生きのこれ!ジオ運試しバトル!

2025年度
- 期間：2025年4月3日 -
- 時間：木曜 17:30 - 17:59（29分）

## 木曜LIVE 放送日程
| 初回放送日     | 内容                                     | 参加人数   | 注釈      | 出典     |
| -------------- | ---------------------------------------- | ---------- | --------- | -------- |
| 2023年04月06日 | ジオバトル イチミVS.マウルナ             | 12万9249人 | [ 注 1 ]  | [ * 1 ]  |
| 2023年04月13日 | ジオバトル テツリラVS.メイケイ           | 10万7775人 | [ 注 2 ]  | [ * 2 ]  |
| 2023年04月20日 | ジオバトル てれび戦士VS.マスター         | 09万7842人 | [ 注 3 ]  | [ * 3 ]  |
| 2023年04月27日 | キョボの日 #01 メラメラ                  | 10万9032人 | [ 注 4 ]  | [ * 4 ]  |
| 2023年05月11日 | ジオバトル リラサキVS.トアポン           | 09万5033人 | [ 注 5 ]  | [ * 5 ]  |
| 2023年05月18日 | キョボの日 #02 ポタ                      | 10万7993人 | [ 注 6 ]  | [ * 6 ]  |
| 2023年06月01日 | ジオバトル レイダイVS.ルナキョウ         | 09万3439人 | [ 注 7 ]  | [ * 7 ]  |
| 2023年06月08日 | ジオバトル ソノポンVS.マウウリ           | 11万0116人 | [ 注 8 ]  | [ * 8 ]  |
| 2023年06月22日 | ジオバトル メイトVS.サウナ               | 10万0708人 | [ 注 9 ]  | [ * 9 ]  |
| 2023年06月29日 | キョボの日 #03 モク                      | 11万9196人 | [ 注 10 ] | [ * 10 ] |
| 2023年07月13日 | ジオバトル ケミオVS.サクマ               | 09万5798人 | [ 注 11 ] | [ * 11 ] |
| 2023年07月20日 | キョボの日 #04 メラメラ                  | 10万6491人 | [ 注 12 ] | [ * 12 ] |
| 2023年09月07日 | ジオバトル てれび戦士vs.アスリート       | 11万0293人 | [ 注 13 ] | [ * 13 ] |
| 2023年09月14日 | キョボの日 #05 ポタ                      | 12万0267人 | [ 注 14 ] | [ * 14 ] |
| 2023年09月28日 | ジオバトル ケイリラvs.クラウリ           | 10万9290人 | [ 注 15 ] | [ * 15 ] |
| 2023年10月05日 | ジオバトル ゲンエキvs.センパイ           | 11万8166人 | [ 注 16 ] | [ * 16 ] |
| 2023年10月19日 | ジオバトル ケイポンVS.リラキョウ         | 11万6894人 | [ 注 17 ] | [ * 17 ] |
| 2023年10月26日 | キョボの日 #06 ゴロン                    | 12万9551人 | [ 注 18 ] | [ * 18 ] |
| 2023年11月16日 | ジオバトル キョミオVS.ソノポン           | 11万8052人 | [ 注 19 ] | [ * 19 ] |
| 2023年11月23日 | キョボの日 #07 モク                      | 13万3953人 | [ 注 20 ] | [ * 20 ] |
| 2023年12月07日 | ジオバトル ケイポンVS.メイダイ           | 11万6049人 | [ 注 21 ] | [ * 21 ] |
| 2023年12月14日 | ジオバトル ルナトアVS.アーサキ           | 12万0815人 | [ 注 22 ] | [ * 22 ] |
| 2023年12月21日 | キョボの日 #08 メラメラ                  | 12万8654人 | [ 注 23 ] | [ * 23 ] |
| 2024年01月18日 | ジオバトル テツルナウリVS.メイテッケン   | 11万3359人 | [ 注 24 ] | [ * 24 ] |
| 2024年02月01日 | ジオバトル キョリVS.ソノダ               | 12万3924人 | [ 注 25 ] | [ * 25 ] |
| 2024年02月08日 | キョボの日 #09 モク                      | 13万1887人 | [ 注 26 ] | [ * 26 ] |
| 2024年02月22日 | ジオバトル ルナーサーVS.メイチロー       | 11万8190人 | [ 注 27 ] | [ * 27 ] |
| 2024年02月29日 | キョボの日 #10 メラメラ                  | 14万0286人 | [ 注 28 ] | [ * 28 ] |
| 2024年03月07日 | オウリン杯 レイVS.マウナ                 | 11万9978人 | [ 注 29 ] | [ * 29 ] |
| 2024年04月04日 | グルグルバトル #01 メラメラ              | 14万4134人 | [ 注 30 ] | [ * 30 ] |
| 2024年04月11日 | ギヤーとジオバトル #01 ジェラードン      | 12万5847人 | [ 注 31 ] | [ * 31 ] |
| 2024年04月18日 | グルグルバトル #02 ソヨ→ゴロン           | 13万3966人 | [ 注 32 ] | [ * 32 ] |
| 2024年04月25日 | ギヤーとジオバトル #02 オダウエダ        | 10万4679人 | [ 注 33 ] | [ * 33 ] |
| 2024年05月09日 | ギヤーとジオバトル #03 ジェラードン      | 10万1397人 | [ 注 34 ] | [ * 34 ] |
| 2024年05月16日 | グルグルバトル #03 メラメラ              | 11万6771人 | [ 注 35 ] | [ * 35 ] |
| 2024年05月30日 | ギヤーとジオバトル #04 オダウエダ        | 10万4649人 | [ 注 36 ] | [ * 36 ] |
| 2024年06月06日 | 茶-1グランプリ 山形県寒河江市            | 09万8001人 | [ 注 37 ] | [ * 37 ] |
| 2024年06月20日 | ギヤーとジオバトル #05 ジェラードン      | 09万9698人 | [ 注 38 ] | [ * 38 ] |
| 2024年06月27日 | グルグルバトル #04 ポタ                  | 11万3221人 | [ 注 39 ] | [ * 39 ] |
| 2024年07月11日 | ギヤーとジオバトル #06 オダウエダ        | 10万9744人 | [ 注 40 ] | [ * 40 ] |
| 2024年07月18日 | グルグルバトル #05 メラメラ→ソヨ         | 11万6800人 | [ 注 41 ] | [ * 41 ] |
| 2024年09月12日 | ジオ運試し NHKプラスクロスSHIBUYA        | 10万1709人 | [ 注 42 ] | [ * 42 ] |
| 2024年09月19日 | ギヤーとジオバトル #07 ヨネダ2000        | 11万4195人 | [ 注 43 ] | [ * 43 ] |
| 2024年09月26日 | グルグルバトル #06 ソヨ / メイ           | 12万8374人 | [ 注 44 ] | [ * 44 ] |
| 2024年10月10日 | ギヤーとジオバトル #08 男性ブランコ      | 11万4426人 | [ 注 45 ] | [ * 45 ] |
| 2024年10月17日 | グルグルバトル #07 ポタ                  | 13万7535人 | [ 注 46 ] | [ * 46 ] |
| 2024年10月31日 | ギヤーとジオバトル #09 ジェラードン      | 12万0769人 | [ 注 47 ] | [ * 47 ] |
| 2024年11月07日 | ギヤーとジオバトル #10 ヨネダ2000        | 10万9454人 | [ 注 48 ] | [ * 48 ] |
| 2024年11月21日 | ギヤーとジオバトル #11 男性ブランコ      | 11万0482人 | [ 注 49 ] | [ * 49 ] |
| 2024年11月28日 | グルグルバトル #08 モク                  | 13万9197人 | [ 注 50 ] | [ * 50 ] |
| 2024年12月12日 | ギヤーとジオバトル #12 オダウエダ        | 11万9023人 | [ 注 51 ] | [ * 51 ] |
| 2024年12月19日 | グルグルバトル #09 メラメラ              | 13万9703人 | [ 注 52 ] | [ * 52 ] |
| 2024年12月26日 | やり残したこと全部やっちゃおうSP!        | 10万9682人 | [ 注 53 ] | [ * 53 ] |
| 2025年01月16日 | ギヤーとジオバトル #13 ヨネダ2000        | 12万1281人 | [ 注 54 ] | [ * 54 ] |
| 2025年01月30日 | ギヤーとジオバトル #14 男性ブランコ      | 11万6098人 | [ 注 55 ] | [ * 55 ] |
| 2025年02月06日 | グルグルバトル #10 ソヨ / ソノマ         | 13万9912人 | [ 注 56 ] | [ * 56 ] |
| 2025年02月20日 | ギヤーとジオバトル #15 ジェラードン      | 11万7240人 | [ 注 57 ] | [ * 57 ] |
| 2025年02月27日 | グルグルバトル #11 モク / ジオノコ全員   | 13万7575人 | [ 注 58 ] | [ * 58 ] |
| 2025年03月06日 | てれび戦士全員集合 ドンとこい!スペシャル | 12万8069人 | [ 注 59 ] | [ * 59 ] |
| 2025年04月03日 | 古代ジオ遺跡 #01 ソヨ 男性ブランコ       | 13万0976人 | [ 注 60 ] | [ * 60 ] |
| 2025年04月10日 | カギヤーとジオバトル #01 ジェラードン    | 11万9666人 | [ 注 61 ] | [ * 61 ] |
| 2025年04月17日 | カギヤーとジオバトル #02 オダウエダ      | 10万2092人 | [ 注 62 ] | [ * 62 ] |
| 2025年04月24日 | 古代ジオ遺跡 #02 ポタ 男性ブランコ       | 11万1617人 | [ 注 63 ] | [ * 63 ] |
| 2025年05月08日 | カギヤーとジオバトル #03 ヨネダ2000      | 09万6368人 | [ 注 64 ] | [ * 64 ] |
| 2025年05月15日 | 古代ジオ遺跡 #03 メラメラ 岩井ジョニ男   | 11万1578人 | [ 注 65 ] | [ * 65 ] |
| 2025年05月29日 | カギヤーとジオバトル #04 ジェラードン    | 10万6402人 | [ 注 66 ] | [ * 66 ] |
| 2025年06月05日 | みんなで歌おう!こたえあわせSP            | 10万9577人 | [ 注 67 ] | [ * 67 ] |
| 2025年06月19日 | カギヤーとジオバトル #05 オダウエダ      | 09万4318人 | [ 注 68 ] | [ * 68 ] |
| 2025年06月26日 | 古代ジオ遺跡 #04 ポタ 男性ブランコ       | 11万1695人 | [ 注 69 ] | [ * 69 ] |
| 2025年07月10日 | カギヤーとジオバトル #06 ヨネダ2000      | 10万4047人 | [ 注 70 ] | [ * 70 ] |
| 2025年07月17日 | 古代ジオ遺跡 #05 モク 男性ブランコ       | 11万3467人 | [ 注 71 ] | [ * 71 ] |

## 公開生放送
| 開催日          | 会場                                       | てれび戦士                        | その他の出演              | 出典     |
| --------------- | ------------------------------------------ | --------------------------------- | ------------------------- | -------- |
| 2023年 04月20日 | 宮崎県都城市 ウエルネス交流プラザ          | 稲毛眞生 香月萌衣                 | チャンカワイ              | [ * 3 ]  |
| 2023年 06月22日 | 三重県桑名市 柿安シティホール              | 松尾そのま 渡辺大馳               | チャンカワイ              | [ * 9 ]  |
| 2023年 07月13日 | 埼玉県新座市 新座市民会館                  | 新井琉月 シェパード龍アーサー     | チャンカワイ ゾウキリン   | [ * 11 ] |
| 2023年 09月28日 | 栃木県宇都宮市 栃木県立宇都宮産業展示館    | 丸山煌翔 香月萌衣                 | 高岸宏行                  | [ * 15 ] |
| 2023年 12月07日 | 佐賀県大町町 大町町公民館                  | 金児莉良 今野斗葵                 | チャンカワイ              | [ * 21 ] |
| 2023年 12月14日 | 山口県下関市 下関市生涯学習プラザ          | 松尾そのま 池村咲良               | チャンカワイ              | [ * 22 ] |
| 2024年 02月01日 | 長崎県大村市 ミライon図書館                | 稲毛眞生 筧礼                     | チャンカワイ              | [ * 25 ] |
| 2024年 02月22日 | 秋田県秋田市 秋田拠点センターアルヴェ      | 今野斗葵 大野冴姫                 | チャンカワイ 超神ネイガー | [ * 27 ] |
| 2024年 05月09日 | 東京都板橋区 板橋区立文化会館              | 太田帯行 大野冴姫                 | チャンカワイ              | [ * 34 ] |
| 2024年 11月07日 | 千葉県市川市 市川市八幡市民会館            | ハフォード健汰朗 ポン璃菜アメリー | チャンカワイ ラッカ星人   | [ * 48 ] |
| 2024年 12月12日 | 福岡県北九州市小倉北区 J:COM北九州芸術劇場 | 新井琉月 江口慶                   | チャンカワイ yurinasia    | [ * 51 ] |
| 2024年 12月26日 | 宮城県仙台市太白区 太白区文化センター      | 松尾そのま ヌワエメジョシュア     | チャンカワイ やっぺぇ     | [ * 53 ] |
| 2025年 01月30日 | 宮崎県延岡市 野口遵記念館                  | 池村咲良 香月萌衣                 | チャンカワイ              | [ * 55 ] |
| 2025年 09月04日 | 大阪府茨木市 おにクル                      |                                   | チャンカワイ              | [ * 72 ] |
| 2025年 09月25日 | 佐賀県神埼市 神埼市中央公民館              |                                   | チャンカワイ              | [ * 73 ] |

## ジオバトルのゲーム
ジオカゴキャッチ

ジオ2タク

ジオカルターリング

ジオウキわなーげ

ジオリレークイズ3

ジオパラシュートランディング

ジオ紙フト
ルールは『hello,』時代の「超・電空紙フト」と同じ。
ジオワードメーカー
ルールは『hello,』時代の「超・ワードメーカー」と同じ。
ジオアイテムジェスチャー
アイテムを使ってあるお題をジェスチャーで伝えるゲーム。
ジオイシンデンシン
ジオ高岸が4つの選択肢から何かを選ぶかを当てるゲーム。
ジオボウリング
フィールドに置かれたピンをボールで倒すゲーム。
ジオリミットアート

ジオアンブレラ

ジオパラシュートランディング

ジオジントリボール
フィールドの陣地をボールで奪い合うゲーム。中継先の茶の間戦士はボールを投げてジオ高岸のパネルに近かった方のチームはジオ高岸を助っ人にできる。
ストックメモリー

ジオカゴシューター

ジオピッタリナンバー

ジオボディーワード

## 2023年度「ジオバトル」
『hello,』時代から始まった電空アリーナでの「電空バトル」の後継企画。ジオスタジアムにて3つのゲームの合計得点を競う。2021年度以降の『hello,』同様チームはランダム生成となる。どちらのチームが勝ってもエナジーパワーが100%に溜まればエナタンが生まれる。内容についてはジオバトルのゲームを参照。2024年3月7日はオウリン杯を開催。
- 出演：チャンカワイ

## 2023年度「キョボの日」
2023年度の敵対勢力「モノノ家とゲーム」。「ジオ物語」連動企画。ジオバトルの特別編として月に一度のキョボの日（夏休みに当たる8月と2024年1月は無し）で行われる生放送。通常のジオバトルとは異なり現場との中継が無く、茶の間戦士のチーム決めについても全員てれび戦士チームもしくはジオチーム（高岸も参戦する場合）での参加となる。前半は通常とは一部異なるルールのジオバトルを実施。キョボの日ではエナジーマスターのオウリン先生が公平な立場でバトルの内容を決める（『hello,』におけるロン・モンロウの立ち位置）カエルテイとのゲーム後にテレゾンビとの戦いへ移行。テレゾンビ戦については『hello,』の「デントリー」系譜となる。なおモノノ家とバトルとテレゾンビ戦は順番の規則はなく、先にテレゾンビを出す場合もある。
- 進行：オウリン先生（演：王林）
- 指令：モノバア（声：清水ミチコ）
- 対戦：カエルテイ（演：蛙亭）

### テレゾンビを倒せ!
キョボの日のメインイベント。感覚としては『hello,』の「立ちはだかるモンスター（ペコガーディアン）を倒すぽよ!」と「電空のお宝をとりもどせ！」を融合させたもの。決定ボタンでテレゾンビを攻撃してダメージを与えることが出来る。ハートで体力の回復が可能。テレゾンビがカラーバー光線を放ってきた時は色ボタンでバリアを張ることが出来る。なお、カラーバービームは1度に複数色出す場合がある。50%以上が成功すればノーダメージ。エナジーを一定数集めればジオノコ投げができ、命中すれば大ダメージを与えることが出来、場合によってはテレゾンビが反撃としてガラクタを吐き出すことがある。さらにテレゾンビの体力が少なくなった場合、決定ボタンを連打してエナジーパワーを100%まで貯めればフルエナジージオノコ投げができる。テレゾンビの体力をゼロにするか、フルエナジージオノコ投げを決めれば勝利となる。逆にジオノコの体力がゼロになると敗北となり、エナジーを全て奪われ、キョボの木は初期状態に戻されてしまう。

### 祝いのダンス
テレゾンビを倒す、あるいはカエルテイに勝利すると、カエルテイはその場から退場し、エナタンがキョボの木に注がれる。その場合祝いのダンスを踊ることが出来る。本シリーズのリズムゲームは方向ボタンのみに減少されている。

### キョボの木を復活せよ
テレゾンビ戦に敗れた場合に行われる企画。決定ボタンを連打して枯れてしまったキョボの木の一部を復活させる。

## グルグルバトル
2024年度の「ジオ物語」連動企画。『Let's』2年目のアジト探索に相当するミッション。ジオノコと一緒にガラクタ博士とグルグルの陰謀「歯車化を阻止」する。なお、生放送のスタジオはジオスタジアムを使用しているものの、同会場においてのゲームは実施されない。回によってはてれび戦士が歯車化したり、先に「グルグルに追いつけ！」が入る場合もある。
- 指令：ガラクタ博士（演：岩井ジョニ男）
- 対戦：グルグル（声：茶風林）

### ガラクタ博士の掘ったトンネルを調べろ！
ジオワールドの地下空間を舞台に探索を進めていく。途中にクイズが2-3問出題される。ジオノコの解答と茶の間戦士の正解者数に応じて扉が開く。なお、予告においてガラクタ博士がトンネルを掘っているシーンがあるが、重機は使わず手掘りで掘っている。

### グルグルを倒せ！
前年度のキョボの日に実施された「テレゾンビを倒せ!」とルールは同じ。キョボの木に辿り着かれるとキョボの木は歯車化され、初期状態に戻される。ジオノコの体力がゼロになるとジオノコは歯車化されてしまう。キョボの木に辿り着かれそうになった場合、別のジオノコを犠牲にすることも可能。2学期からはエナジーキューブが出現するようになる。

### グルグルから逃げ切れ！/グルグルに追いつけ！
「Let's」の「コチリトラーロボから逃げ切れ！」に相当する。エナジーを集めてジオノコの真ん中にカーソルを合わせて決定ボタンを1万回押せばブーストが可能。大歯車停止までに逃げ切ればグルグルが爆発してミッションクリアとなり、キョボの木が一部復活する。逆に捕まるとミッション失敗となり、ジオノコが歯車化されてしまう。対照的にグルグルに追いつけの場合は対象のジオノコやてれび戦士が歯車化され、別のジオノコが応援に駆け付ける。なお、大歯車転送までに追いつけなければミッション失敗となり、ジオノコは次回のジオ物語まで歯車化のままとなる。逆に追いついた場合、「グルグルを倒せ！」に移行するか、ジオノコ投げを繰り出し、決定ボタンを連打してゲージを一番右まで押し込めばグルグルを撃破してミッションクリアとなり、歯車化したジオノコやてれび戦士は元に戻り、キョボの木が一部復活する。

## ギヤーとジオバトル
2024年度の敵対勢力「歯車家とゲーム」。ジオバトルで歯車の良さを知らしめようとお宝を奪い、歯車でデコレーションしたギヤーチームと対決する。バトルマスターのヒコロヒーが公平な立場でバトルの内容を決める。前年度のジオバトルと同様3つのゲームの合計得点を競い、ギヤーチームに勝てばお宝を取り戻し、歯車のデコレーションを取り除くことができる。引き分けの場合はバトルマスターのヒコロヒーが公正な判断で勝敗を決める。登場するギヤーは学期ごとに異なる。内容についてはジオバトルのゲームを参照。
- 進行：バトルマスター（演：ヒコロヒー）
- 指令：ヤマバ（演：アンジェラ芽衣）
- 対戦：ギヤー
  - ジェラードン
  - オダウエダ
  - ヨネダ2000
  - 男性ブランコ

### 歯車を取り除く儀式
ギヤーチームに勝利した場合、ギヤーはお宝を手放してその場から退場、ジオノコが登場し、歯車を取り除く儀式が行われる。ルールは前年度のキョボの日で勝利した時に実施された「祝いのダンス」と同じ。回によっては尺の都合上省略される場合もある。そしてヒコロヒーの力によって取り戻したお宝についた歯車が消滅。

## 古代ジオ遺跡
2025年度の「ジオ物語」連動企画。ガラクタ家より先に古代エナジーを手に入れるべく、古代ジオ遺跡を探索する。

### ギーから逃げ切れ！
ルールは「グルグルから逃げ切れ！」と同じ。追いつかれそうになった場合、ジオノコ投げを繰り出し、ゲージを一番右に押し込めば勝利となる。

## カギヤーとジオバトル
2025年度の敵対勢力「ガラクタ家とゲーム」。ジオバトルでお宝を奪い、封印したカギヤーチームと対決する。ジオバトルと同様3つのゲームの合計得点を競い、カギヤーチームに勝てばお宝を取り戻し、鍵を開けて封印を解く事が出来る。